# Acme (Alberta)
Acme es un pueblo canadiense situado en la provincia de Alberta.

## Superficie
Acme tiene una superficie de 2,49 km².

## Demografía
En 2021, tenía 606 habitantes, una densidad poblacional de 243,7 hab./km², y 294 viviendas.